# Камерун на летней Универсиаде 2013
Камерун на летней Универсиаде 2013 года представлен двумя спортсменами в одном виде спорта.

## Лёгкая атлетика

#### Мужчины
| Дисциплина | Спортсмен       | Предварительный раунд | Предварительный раунд | Финал                | Финал                |
| Дисциплина | Спортсмен       | Результат             | Место                 | Результат            | Итоговое место       |
| ---------- | --------------- | --------------------- | --------------------- | -------------------- | -------------------- |
| 5000 м     | Мохамаду Адамоу | 15:22.58              | 25                    | Завершил выступление | Завершил выступление |
| 10000 м    | Мохамаду Адамоу |                       |                       | 31:30.18             | 14                   |

#### Женщины
| Дисциплина | Спортсмен               | Квалификационный раунд | Квалификационный раунд | Полуфинал     | Полуфинал     | Финал                 | Финал                 |
| Дисциплина | Спортсмен               | Результат              | Место                  | Результат     | Место         | Результат             | Итоговое место        |
| ---------- | ----------------------- | ---------------------- | ---------------------- | ------------- | ------------- | --------------------- | --------------------- |
| 100 м      | Аппес Эканга Фанни Лаур | 12.00                  | 17                     | 12.23         | 17            | Завершила выступление | Завершила выступление |
| 200 м      | Аппес Эканга Фанни Лаур | Не стартовала          | Не стартовала          | Не стартовала | Не стартовала | Не стартовала         | Не стартовала         |